# Мирослав (король Хорватии)
Мирослав (хорв. Miroslav) (умер в 949 году) — король Хорватии из династии Трпимировичей, правивший в 945—949 годах.
Старший сын Крешимира I. Весь четырёхлетний период его правления прошёл на фоне гражданской войны между его сторонниками и сторонниками его младшего брата Михайло. Смута привела к ослаблению государства и падению боеспособности хорватской армии, чем не преминули воспользоваться соседи — сербский правитель Часлав Клонимирович передвинул границу вплоть до реки Врбас, а неретванские князья отняли у хорватского королевства острова Вис и Ластово.
Флот страны сократился до 30 кораблей (во времена Томислава I флот составлял почти 200 кораблей).
Мирослав был убит в 949 году баном Прибином. После смерти Мирослава королём Хорватии стал его брат и противник по гражданской войне Михайло, принявший имя Михайло Крешимир II.